# 大唐女法医
《大唐女法医》（英語：Miss Truth），2020年中国大陆唐朝古装推理剧。根据袖唐同名网络小说（又名：《金玉滿唐》）改编，由七根胡编剧，吴天戈、叶田执导，周洁琼、李程彬领衔主演，故事背景設定於貞觀年間。2020年2月14日于优酷、騰訊視頻、爱奇艺首播。

## 播出时间
| 频道                 | 所在地 | 播出日期      | 播出时间                | 备注          |
| -------------------- | ------ | ------------- | ----------------------- | ------------- |
| 优酷/騰訊視頻/爱奇艺 | 中国   | 2020年2月14日 | 周四周五每晚8点两集联播 | VIP提前看一周 |
| myVideo              | 臺灣   | 2020年8月11日 | 一次性全數播放完畢      |               |
| 香港開電視           | 香港   | 2021年7月8日  | 星期一至五21:30-22:30   | 粵語配音      |
| BS11                 | 日本   | 2021年6月29日 | 星期一至五10:00-11:00   | 日語字幕      |

## 演员列表

#### 主要演员
| 演員                | 角色 | 介紹 | 粵語配音 |
| 周洁琼 童年：边梓涵 | 冉颜 | 冉家嫡女，也是18岁的落魄贵女。为了查明母亲自杀的真相，六歲因故被逼離開主家，住進別院。自小與師父吳修和学习验尸绝学，成人后意外巧遇刑部侍郎萧颂和绝命杀手苏伏；因母親、蕭頌與蘇伏的關係，意外捲入“隋侯之珠”事件之中。冉颜是一位心思缜密、逻辑极强、我行我素，坚信尸体会“讲述”真相的从容女子。对爱情，她坚贞笃定，相信天长地久、至死不渝。起初，她與「藥王蘇家庶子」有婚約，後發現蘇家庶子即是蘇伏。在協助刑部侍郎蕭頌解开一个个杀人疑案、探求真相的过程中，發現了自己的真心所爱。被蕭頌戲稱“狐狸”(與原著小說設定相反)，偶爾被白義反唇相譏為“瘋狐狸”。 | 姜嘉蕾   |
| 李程彬              | 萧颂 | 刑部侍郎萧颂。被称为“官场鬼见愁”。奉今上唐太宗李世民之命，下蘇州調查前朝“隋侯之珠”下落。足智多谋，擅长推理。因與冉顏初次相遇是在浴池中，被冉颜戏称为“萧人鱼”。出身蘭陵世家，眼光毒绝，遇事波澜不惊。原本僅是把冉顏當一個下屬「女仵作」看待，隨著與冉顏解开一个个杀人疑案、探求真相的过程中，發現自己的真心，繼而逐漸產生曖昧之情。 | 簡懷甄   |

### 其他演员
| 演員   | 角色         | 介紹 | 粵語配音 |
| 裴子添 | 苏伏         | 藥王世家蘇家庶子，性子淡漠、长相冷峻，殺手組織「火麒社」顶级杀手，江湖得号“苏孤狼”。潇洒中总是透着一种拒人于千里之外的孤冷，无人敢近，曾為冉顏的未婚夫。為調查“隋侯之珠”的下落，欺騙於冉顏，卻愛上了冉顏。後為保冉顏性命，自願服用傀儡藥，在火麒社的安排下，成為大理寺正，藉以重獲冉顏信任，打探隋侯之珠。在最後關頭為救冉顏恢復神智，與冉雲生同歸於盡。           | 杜景煜   |
| 蓝博   | 桑辰/崔辰    | 一个被冉顏戲称“桑萌兔”的天才书生；自初次見得冉顏，驚為女神下凡，曾上演攔轎搶婚戲碼，一心仰慕而不可得。專長過目不忘，拥有呆萌搞笑、淡薄名利的性格、冠绝四海的学识和一双举世无双的巧手。缺點怕見屍骸，一見即昏厥。出身於博陵崔氏家族，連續四年進士、明經科榜首，殿試後為避免出仕為官而逃走，被唐太宗戲稱為本朝奇人。因協助蕭頌破案有功，被聖上授予弘文館大學士一職。 | 劉達斌   |
| 王一哲 | 白义         | 刑部队正，萧颂最得力且信赖的第一助手。 为人正义、忠诚，一心为主。被冉顏戲称“白忠犬，小忠犬”，若冉顏不高興時，會稱其為“瘋狗”。 | 鄧肇基   |
| 袁子芸 | 晚绿         | 冉颜的贴身侍女，从小一起长大，主仆感情深厚，好似闺蜜。晚绿心软嘴硬，经常调侃冉颜。 |          |
| 屠画   | 冉美玉       | 冉颜同父异母同为18岁的妹妹。自小娇生惯养、张扬跋扈。一心仰慕萧颂而不得。為嫁蕭頌，下盡謀略陷害其姐冉顏。 | 鄭家蕙   |
| 鳳翔   | 吳修和       | 冉顏的驗屍師傅，冉顏6歲的時候因高燒受吳修和所救、撿回一命，所以自此纏著他，將驗屍功夫學個透徹，還青出於藍。吳修和十分疼愛冉顏。 |          |
| 李帅   | 李县丞       | 內衛門成員，因上級任務，被派卧底於蘇州鄰近鄉間任一小官。因鼓車案，被屬下朱七藉「自刎」設計，促讓蕭頌抓獲下獄。 |          |
| 李思陽 | 朱七         | 他製造「鼓車案」，為了揭露李縣丞的罪狀，幫妻子報仇。 |          |
| 代庭容 | 冉云生       | 冉颜堂哥，長安珠寶商，長袖善舞、交遊廣闊，也結識太宗女巴陵公主。自小就疼愛冉顏，冉顏6歲時，曾一同尋找冉顏母親埋葬處，因而知其兒時事與吃食喜好。火麒社幕后真正首领，自稱为隋朝皇族後裔 |          |
| 毛堅   | 孫振         | 大理寺首領，孫裴之父。苏伏上司，火麒社在朝中的細作。 |          |
| 史卿妍 | 巴陵公主     | 唐太宗的女兒，曾覬覦蘇伏面容，設計迷倒窩藏於別院，冉顏藉故營救而出,意外破獲外交使節被殺疑案。 |          |
| 吳念軒 | 孟嵇         | 一位窮困潦倒的賣畫書生，偶遇結識了便裝外出的巴陵公主，公主藉欣賞其畫作，將其收入宮中豢養，待玩膩後，便逐出宮外。書生以為公主是因其他男子勾搭致棄其而去，故接連犯下數案。最終被冉顏與蕭、蘇二人聯手破獲京城連續殺人案。 |          |
| 高蓓蓓 | 東陽夫人     | 蕭頌的伯母，殺手組織「火麒社」名面上的首領，蘇伏的師父。以冉顏的身命安全來脅迫蘇伏，命其進入大理寺繼續追查隋侯之珠的下落。 |          |
| 王澤軒 | 孫裴         | 孫振之子。為了討冉美玉開心，迷昏冉顏和桑辰，使他們製造同床的假象。後遭蕭頌下藥懲戒，當眾脫衣出糗，於大街上再次遭蘇伏設計重傷，因而導致孫振將此仇算在蕭頌頭上。 |          |
| 程皓楓 | 李世民       | 現任皇上。 |          |
| 邵汶   | 柳粲         | 友情出演，跟阿莫里在清鸝館販賣阿芙蓉膏，跟桑辰拿錯東西。 |          |
| 楊欣穎 | 凝香         | 清鸝館的妓女，其實就是大東家販賣阿芙蓉膏，玲瓏樂坊大東家。 | 鄭家蕙   |
| 陳奕汐 | 翠眉         | 清鸝館的樂師，喜歡王倫，第3集為了救王倫被大東家殺死。 |          |
| 孫聰   | 達拉沙       | |          |
| 李允傲 | 王倫         | 喜歡凝香，但卻被凝香利用，被凝香殺死。 |          |
| 馬克蘇 | 阿莫里       | 波斯人，跟柳粲在清鸝館販賣阿芙蓉膏。 |          |
| 毛永明 | 郭覆         | 內衛門的人，被高氏(冉美玉之母)殺死。 |          |
| 王藝霖 | 李垣         | 影梅山庄的廚娘。 |          |
| 毛音恬 | 夏無霜       | |          |
| 劉志雲 | 崔六郎       | 博陵崔家，桑辰/崔辰之父親。 |          |
| 劉孝棣 | 徐坤         | 被雪妖襲擊去世。 |          |
| 楊林   | 周瑾         | 被雪妖襲擊去世。 |          |
| 賀彬   | 懷隱         | 桑辰/崔辰認識的大哥，殷渺渺的愛人，在結婚之前才說他喜歡晚晚，才知道他對她的情，對渺渺才是兄妹之情也不在婚嫁。 |          |
| 高洋   | 殷渺渺       | 因愛生恨是雪妖背后真凶，影梅山庄的庄主，殷家與懷家是世親，殷晚晚的堂姊，懷隱的愛人，知道懷隱對晚晚的情，對自己才是兄妹之情也不在婚嫁。 |          |
| 盧丹   | 殷晚晚       | 殷渺渺的堂妹，喜歡懷隱，為了賭氣嫁人，嫁人以後其夫對她暴虐成性、拳打腳踢愛盡折磨暴死夫家，14集晚晚沒死就是雪妖。 |          |
| 王美薇 | 喬楚         | 被人捂住口鼻悶死，虞婆婆的兒媳，虞德志的妻子，在找夫君。 |          |
| 黃妮娜 | 高氏         | 內衛門的人，冉美玉之母，知道虞德志有羊皮卷把他逼到沼澤里害死，十二年之後把喬楚、虞婆婆給殺死也是殺郭覆的人。 |          |
| 劉秀   | 冉聞         | 冉顏、冉美玉之父。 |          |
| 殷越   | 冉母(鄭氏)   | 冉顏之母，羊皮卷無意中拿到將它藏十二年。 |          |
| 夏小帆 | 虞婆婆       | 前朝隋煬帝身邊的宮女，虞德志之母，喬楚的婆婆，在找兒子，隋煬帝死後帶走羊皮卷(隋侯之珠線索)。 |          |
| 聶曉   | 虞德志       | 虞婆婆之子，喬楚的夫君，之後羊皮卷(隋侯之珠線索)在他這裡，有人知道羊皮卷在他這裡要來搶羊皮卷。 |          |
| 魯思遠 | 慕染         | 大理寺丞。 |          |
| 袁晶   | 楚玥竹       | 楚玥盈的妹妹，七歲在牢中受盡欺負親眼父母、姊在她面前死去，有癲癇之症會產生幻覺，覺得無助受人欺負時會變成姊姊楚玥盈，缺乏愛的時候會變成柴煜。 |          |
| 楊鵬   | 柴煜         | 楚玥竹青梅竹馬，原本答應玥竹要一同私奔，但因父母知道此事，父親卻病倒不起，而反悔要跟玥竹私奔之事，被楚玥竹打死。 |          |
| 黎郡格 | 圓子(俞秀)   | 楚玥竹的侍女。 |          |
| 官鑫   | 劉道然       | 楚玥竹的夫君，沒殺人為了保護玥竹而承認罪狀。 |          |
| 張鵬飛 | 張廣之(張勇) | 俞秀的夫君。 |          |
| 吳競   | 蕭老太       | 蕭頌的奶奶，26集轉告蕭頌隋侯之珠在蕭家後去世了。 |          |
| 張棠   | 杜心儀       | 內衛門的人，和春來是同伙。前任中書侍郎之女，蕭頌在向瑤死後取的第二位妻子，在成親一個月後身故。 |          |
| 汲源   | 春來         | 內衛門的人，和杜心儀是同伙。安排向瑤婚事的人。 |          |
| 包晨希 | 向瑤         | 胸痺心疾而亡。國子司業之女，由上一輩人指腹為婚，嫁蕭頌的第一任妻子，於成婚當晚在洞房身故。 |          |
| 潘劭珺 | 秋嫿         | 火麒社成員，向瑤的貼身婢女，利用祝由術讓人產生幻覺，殺死杜心儀。 |          |
| 任洛敏 | 賈掌柜       | 冉云生在長安認識的雲韶教坊酒館掌櫃。 |          |
| 金晨   | 吳天戈/葉田  | |          |

## 电视原声带

### 中國大陸
| 曲序 | 曲目                             |              | 作曲   | 演唱         | 时长 |
| ---- | -------------------------------- | ------------ | ------ | ------------ | ---- |
| 1.   | 《小竊喜》（情人节特别版）       | 淺紫         | 淺紫   | 周潔瓊       | 3:05 |
| 2.   | 《天籟》（片尾曲）               | 淺紫、張鵬鵬 | 淺紫   | 周潔瓊       | 4:51 |
| 3.   | 《手心淚》（片头曲）             | 徐昊         | 謝衣沛 | 金莎         | 4:18 |
| 4.   | 《億萬星辰不如你》（告白主题曲） | 淺紫、施翌   | 都智文 | 小潘潘、劉心 | 4:00 |
| 5.   | 《物是情非》（插曲）             | 徐昊         | 都智文 | 朱興東       | 4:29 |
| 6.   | 《白首》（插曲）                 | 張鵬鵬       | 鄭國鋒 | 錢正昊       | 3:44 |

### 香港
| 曲序 | 曲目               |        | 作曲    | 编曲    | 製作人  | 演唱   |
| ---- | ------------------ | ------ | ------- | ------- | ------- | ------ |
| 1.   | 真相未白（主題曲） | 陳智霖 | Tomy Ho | Tomy Ho | Tomy Ho | 蘇家欣 |